# 2678 Aavasaksa
2678 Aavasaksa este un asteroid din centura principală, descoperit pe 24 februarie 1938 de Yrjö Väisälä.